# 207 Hedda
Hedda (định danh hành tinh vi hình: 207 Hedda) là một tiểu hành tinh cỡ lớn ở vành đai chính. Nó thuộc kiểu C, nghĩa là có thành phần cấu tạo bằng cacbonat nguyên thủy và có màu tối. Ngày 17 tháng 10 năm 1879, nhà thiên văn học người Áo Johann Palisa phát hiện tiểu hành tinh Hedda khi ông thực hiện quan sát ở Pola và đặt tên nó theo tên Hedwig, vợ của nhà thiên văn học người Đức Friedrich A. T. Winnecke.